# Kristof Roseeuw
Kristof Roseeuw (1967) is een Belgisch bassist.
Roseeuw maakt deel uit van de bigband Flat Earth Society (band) en het jazztrio Too Noisy Fish met pianist Peter Vandenberghe en drummer Teun Verbruggen. Hij speelt zowel jazz en improvisaties als hedendaagse muziek. In 2005 was hij een van de oprichters van het RadioKUKAorkest, een formatie die Klara-programma De Kunstkaravaan ging begeleiden. Ook speelde hij in Fukkeduk en El Tattoo del Tigre.
Daarnaast is hij jazz-programmator in het Muziekcentrum De Bijloke in Gent. In april 2013 haalde hij de Deense gitarist Jakob Bro naar België om in Flagey met Frantz Loriot, Steven Delannoye, Seraphine Stragier en Yannick Peeters "22 strings and a piece of wood" op te voeren.

## Discografie
- Ornithozozy (1994)